# شوله، فرانسه
شهر شوله (به فرانسوی: Cholet) در شهرستان من الوآر در ناحیه پیی دو للوآر با جمعیت ۵۴٬۶۳۲ نفر در کشور فرانسه واقع شده است